# ピーター・ホートン
ピーター・ホートン（Peter Horton,  1953年8月20日 - ）は、アメリカ合衆国の俳優である。

## 来歴
1953年、ワシントン州ベルビューに生まれる。父親は輸出業を営んでいた。1979年から『ダラス』などのテレビドラマシリーズなどへゲスト出演などをしながらキャリアをスタート。1980年に『Serial』でデビューを果たし、順調にキャリアを築いている。1987年にはテレビドラマ『ナイス・サーティーズ』のレギュラーキャストとして出演し、ピープル誌の『美しい人50人』にも選ばれたことがある。また1984年に製作されたホラー映画『チルドレン・オブ・ザ・コーン』では主役にも抜擢された。近年ではテレビドラマ『グレイズ・アナトミー 恋の解剖学』でプロデューサー、ディレクターとして参加しており、ドラマ自体も高い評価を受けて、ホートン自身プライムタイム・エミー賞にも他のスタッフらと共に3回ノミネートされている。

### 私生活
1981年に、女優のミシェル・ファイファーと結婚。夫婦関係は1988年まで続いたが、その後離婚し、1995年にNicole Deputronと再婚してからは二児の父親となる。

## 出演作品

### 映画
- Serial (1980)
- フェイドTOブラック Fade to Black (1980)
- ミラクル・オン・アイス Miracle on Ice (1981)
- フリーダム Freedom (1981) ※テレビ映画
- スプリット・イメージ/人格分離 Split Image (1982)
- Choices of the Heart (1983) ※テレビ映画
- チルドレン・オブ・ザ・コーン Children of the Corn (1984)
- エメラルド・レジェンド/少年とイルカの愛の伝説 Where the River Runs Black (1986)
- アメリカン・パロディ・シアター Amazon Women on the Moon (1987)
- ビーチバレーに賭けた夏 Side Out (1990)
- シングルス Singles (1992)
- チルドレン・オブ・ザ・ダーク Children of the Dark (1994) ※テレビ映画
- ベビー・シッターズ・クラブ The Baby-Sitters Club (1995)
- Death Benefit (1996)
- Crazy Horse (1996)
- 2 days トゥー・デイズ 2 Days in the Valley (1996)
- マーダー・ライブ 殺人中継 Murder Live! (1997) ※テレビ映画
- エンド・オブ・バイオレンス The End of Violence (1997)
- エベレスト 死の彷徨 Into Thin Air: Death on Everest (1997)
- T-REX T-Rex: Back to the Cretaceous (1998)
- クライム・エンジェル Thoughtcrimes (2003)
- ファンタジー・ファクトリー The Dust Factory (2004)
- ハッピー・エンディング Happy Endings (2005)

### テレビドラマ
- Eight Is Enough (1979)
- The White Shadow (1979)
- ダラス Dallas (1979)
- The Runaways (1979)
- フラミンゴ・ロード Flamingo Road (1981)
- Seven Brides for Seven Brothers (1982, 1983)
- セント・エルスウェア St. Elsewhere (1983)
- ナイスサーティーズ thirtysomething (1987 - 1991)
- Class of '96 (1993)
- フロム・ジ・アース/人類、月に立つ From the Earth to the Moon (1998)
- Brimstone (1998 - 1999)
- カレン・シスコ Karen Sisco (2003)
- Line of Fire (2003, 2004)
- LAX (2004)
- ブラザーズ&シスターズ Brothers & Sisters (2006)
- Six Degrees (2007)
- In Treatment (2008)
- Life Unexpected (2010)
- CSI:ニューヨーク CSI: NY (2012)
- フィリップ・K・ディックのエレクトリック・ドリームズ Philip K. Dick's Electric Dreams (2017) - 監督